# Royaume de Nanzhao
737–902/937
Entités précédentes :
- Royaume de Damengguo
- Tribus Mengsui, Langqiong, Dengtan, Shilang et Yuexi

Entités suivantes :
- Royaume de Dali

Pour les articles homonymes, voir Nanzhao (homonymie).
Le royaume de Nanzhao (chinois: 南诏国; pinyin: Nánzhāoguo, tibétain : Jang) est un ancien État qui a étendu sa domination dans une partie de l'actuel Yunnan en Chine pendant les VIIIe et IXe siècles de notre ère. Fondée en 737, la dynastie qui a régné sur le royaume fut renversée en 902.

## Fondation du royaume de Nanzhao

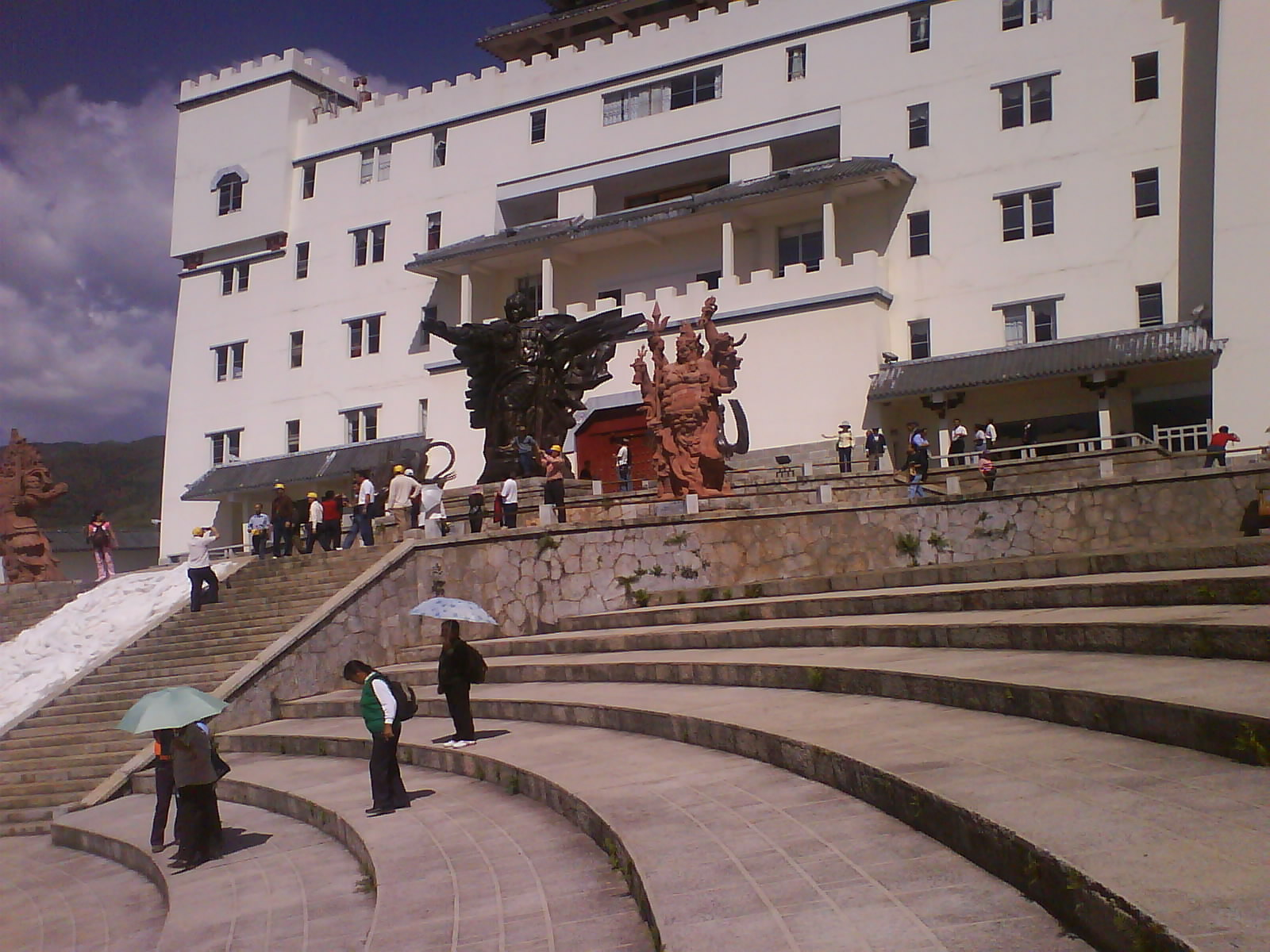
Divinités du royaume de Nanzhao, sur l'Île folklorique Nanzhao

À l'origine, plusieurs tribus bai étaient établies sur les terres environnant le lac Erhai, non loin de la ville de Dali. Ces tribus s'appelaient Mengshe (蒙舍诏), Mengsui (蒙嶲诏), Langqiong (浪穹诏), Dengtan (邆賧诏), Shilang (施浪诏), et Yuexi (越析诏). Chacune de ces tribus constituait un royaume désigné en chinois par le terme « Zhao » (诏, zhào). En 649, le chef de la tribu Mengshe, Xi Nuluo (chinois simplifié : 细奴逻 ; chinois traditionnel : 細奴邏 ; pinyin : xì núluó) fonde le royaume de Damengguo (大蒙国 / 大蒙國, dà měngguó) près du lac Erhai. En 737, avec le soutien de la dynastie chinoise des Tang, Piluoge （皮罗阁, píluógé）unifie les six « Zhao » et établit le royaume des « Zhao du Sud » (南诏, nánzhào, « Zhao du Sud »).
Le royaume de Nanzhao resta en contact étroit avec la dynastie des Tang. Il était constitué de deux ethnies : outre les Bai, les Yi, de langue tibéto-birmane. Quelques historiens pensent que la majorité de la population était bai, mais que l'élite, appelée « Cuan » 爨 était yi. Quoi qu'il en soit, la capitale fut établie en 738 à Taihe 太和 (aujourd'hui un village au sud de Dali). Situé au cœur de la vallée du lac Erhai, le site était idéal pour se défendre facilement contre les attaques extérieures. Le royaume était centré sur une région de riches terres cultivées.

## Expansion militaire
En 750, Nanzhao se rebelle contre la dynastie Tang après que des ambassadeurs du roi Ge Luofeng 阁罗凤 eurent été maltraités par le préfet chinois. Ge Luofeng fait tuer le préfet. En représailles, les Tang envoient une armée contre Nanzhao durant l'été de 751, mais cette armée, conduite par Yang Guozhong 杨国忠 et comptant 80 000 hommes, est sévèrement battue à Xiaguan 下关. (La même année, les Tang avaient également été défaits par les Arabes à la bataille de Talas en Asie centrale. Ces événements affaiblirent la dynastie tant à l'intérieur qu'à l'extérieur de la Chine). Aujourd'hui, la grotte du général 将军洞 (à deux kilomètres à l'ouest de Xiaguan) et le tombeau des Dix-Mille Soldats 万人冢 (dans le parc Tianbao) témoigne de l'ampleur du combat. En 754, une seconde armée est envoyée, qui arrive cette fois par le nord, mais qui est également vaincue.
À cette époque, Ge Luofeng fait allégeance aux Tibétains qui ont alors encore beaucoup de poids dans la région. Cette mesure apporte quarante années de stabilité à la région. En tant que vassal du Tibet, le roi de Nanzhao est appelé « jeune frère » du roi tibétain Trisong Detsen (vers 755-797) qu'il doit aider militairement et financièrement. En même temps, il annexe à son royaume 42 groupes ethniques qui font encore aujourd'hui partie de la Chine.
Au total, à partir de 680, le royaume de Nanzhao est passé sous le contrôle tibétain. Les Tibétains voient leur suzeraineté reconnue après 703. En effet, pendant l'été de 703, le roi du Tibet, Düsong Mangpojé a résidé à Oljag (Ol-byag) à Ling (Gling), sur la partie supérieure de la rivière du Yangtze, avant de procéder à l'invasion du royaume de Nanzhao. Les Tibétains renforcent encore leur contrôle entre 750 et 794, date à laquelle les Nanzhao se retournèrent contre leurs suzerains tibétains avec l'aide de la Chine pour vaincre l'armée tibétaine,.
Vers 789, les chinois donnent le titre de princes du Yunnan aux rois de Nanzhao.
Plusieurs batailles eurent lieu contre les généraux chinois Tsui Ning et Wei Kao, sans que l'État ait été mis en danger. En 794, la diplomatie chinoise remporte un succès : le roi Yi Mouxun 异牟寻 change d'alliance et attaque les Tibétains à Kunming avec l'aide de Wei Kao.
Aux alentours de l'an 800, le royaume de Nanzhao était devenu un État relativement centralisé, bien qu'on puisse distinguer à l'intérieur six entités de peuplement principales. Nanzhao imite le modèle politique et culturel chinois, mais a également subi des influences tibétaines et indiennes. Dans cette contrée fertile protégée par des montagnes, la population s'accroît, ce qui permet au Royaume de connaître une certaine extension au IXe siècle, d'abord en direction de la Birmanie, puis dans le reste du Yunnan, vers le sud dans la partie septentrionale du Laos et de la Thaïlande, et enfin vers le nord en direction du Sichuan. 
On peut esquisser rapidement les étapes de cette extension. Vers 800, l'État de Pyu, au nord de la Birmanie, était vassal de Nanzhao. Cet affaiblissement de Pyu favorise l'immigration des Birmans dans cette région et conduit finalement à la fondation de Pagan. En 832, l'État pyu de Sri Ksetra, dans le cours inférieur de l'Irrawaddy, est occupé. Un peu avant, en 829, la ville de Chengdu est prise et pillée, ce qui permet au royaume de Nanzhao de revendiquer l'ensemble de la province du Sichuan avec ses abondantes rizières. Finalement, Li Deyu, ministre de l'empereur Wuzong (règne 840-846), parvient à stabiliser la frontière de la Chine des Tang pour une trentaine d'années. Outre la Birmanie et le Sichuan, les rois de Nanzhao se sont intéressés au Nord-Viêt Nam et à la province chinoise de Lingnan. L'enjeu était le commerce maritime le long de la côte jusqu'au Haut-Yangzi. Vers 861, le roi de Nanzhao demande de traiter sur un pied d'égalité avec la Chine, autrement dit il souhaite se voir reconnaître le titre d'empereur.

## Déclin et fin du royaume de Nanzhao
Plusieurs expéditions militaires ont lieu en direction de Hanoï (alors appelé Shenglong), et de durs combats opposent, de 858 à 866, les troupes de Nanzhao aux préfets chinois de cette région. Nanzhao lèvent des troupes dans l'État vassal de Pyu. Les Chinois confisquent même des navires marchands pour financer cette guerre. Hanoi est plusieurs fois prise et perdue. Finalement, le Chinois Kao Pien remporte une victoire et le théâtre des opérations se déplace vers le Sichuan
Après une attaque chinoise manquée contre Nanzhao (865-867), ce dernier garde provisoirement le contrôle de la province du Sichuan. Mais en 873, Nanzhao est chassé du Sichuan et fait retraite vers le Yunnan. En 875, Kao Pien est dépêché sur place, après quoi la pression se relâche. En fait, le royaume a connu son apogée avec la prise de Chengdu et n'a cessé de décliner lentement ensuite.
Les agrandissements territoriaux du royaume de Nanzhao furent de courte durée. Malgré tout, deux rois portèrent le titre d'empereur ('Huangdi' 皇帝). En 880, Nanzhao conclut même une alliance matrimoniale avec la Chine des Tang affaiblie par la rébellion de Huang Chao 黄巢.
En 902, la dynastie qui régnait sur le royaume de Nanzhao est renversée. Trois autres brèves dynasties lui succèdent rapidement, jusqu'à la prise de pouvoir de Duan Siping 段思平 en 937, qui établit le royaume de Dali.

## Religion
Le royaume de Nanzhao, à l'image de la Chine des Tang, a été fortement imprégné de bouddhisme, comme le montrent des inscriptions de cette période. Certains disent que la bouddhisme Acarya de Nanzhao était apparenté au bouddhisme tantrique Ari de Bagan (Birmanie).

## Liste des souverains de Nanzhao
- 649-674 Shinuluo (zh)
- 674-712 Luo Sheng (zh)
- 712-728 Sheng Luopi (zh)
- 728-748 Pileguo (zh)
- 748-778 Ge Luofeng (zh)
- 778 Feng Jiayi (zh)
- 778-808 Yimou Xun (zh)
- 808/09 Xungequan (zh)
- 809-816 Quan Longsheng (zh)
- 816-824 Quan Lisheng (zh)
- 824-859 Quan Fengyou (zh)
- 859-877/8 Shilong (zh)
- 877/8-97 Long Shun (zh)
- 897/8-902/3 Shun Huazhen (zh)
- 902/3-903 Yeshi

Voir le lien avec les rois de Li Jiang et les Naxi. 